# Połoczanie
Połoczanie – plemię słowiańskie zaliczane do Słowian wschodnich. Głównym jego ośrodkiem był Połock. Wchodziło w skład Krywiczów.